# Marcello Miani
Marcello Miani (* 5. März 1984 in Faenza) ist ein ehemaliger italienischer Leichtgewichts-Ruderer, der 2010 und 2014 Weltmeister im Leichtgewichts-Einer wurde.

## Karriere
Miani begann 1997 mit dem Rudersport. Bei den Junioren-Weltmeisterschaften 2002 gewann er mit dem italienischen Doppelvierer den Titel. 2003 debütierte Miani im Weltcup mit zwei elften Plätzen im Leichtgewichts-Einer. Bei den U-23-Weltmeisterschaften 2003 gewann er Silber mit dem Leichtgewichts-Doppelvierer. 2004 siegte er mit dem Leichtgewichts-Doppelvierer in der Erwachsenenklasse sowohl beim Weltcup in Luzern als auch bei den Weltmeisterschaften in Banyoles. Zum Abschluss der Saison gewann er noch den Titel im Einer bei den U23-Weltmeisterschaften. 2005 konzentrierte sich Miani ganz auf den Einer, er belegte zweimal den fünften Platz im Weltcup, wurde Vierter der U23-Weltmeisterschaften und belegte bei den Weltmeisterschaften 2005 den elften Platz.
2006 wechselte Miani in den Leichtgewichts-Doppelzweier; zusammen mit Elia Luini gewann er zwei Weltcupregatten und belegte einmal den zweiten Platz hinter den Dänen Mads Rasmussen und Rasmus Quist, die Dänen siegten auch bei den Weltmeisterschaften 2006 vor Luini und Miani. Bei den U23-Weltmeisterschaften gewann er zusammen mit Daniele Danesin die Silbermedaille hinter dem Boot aus Neuseeland. 2007 hatten Luini und Miani eine verglichen mit dem Vorjahr deutlich schwächere Saison, nachdem im Weltcup ein fünfter Rang die beste Platzierung war, belegten sie auch bei den Weltmeisterschaften 2007 den fünften Platz. 2008 lief es etwas besser, aber bei den Olympischen Spielen ruderten Luini und Miani knapp an den Medaillen vorbei und belegten den vierten Platz. 2009 in München gewannen die beiden nach drei Jahren wieder eine Weltcupregatta, bei den Weltmeisterschaften 2009 erhielten sie die Bronzemedaille hinter den Neuseeländern und den Franzosen. 
2010 kehrte Miani nach fünf Jahren zurück in den Leichtgewichts-Einer. Beim Weltcup in Luzern belegte er den dritten Platz, siegte dann aber sowohl bei den Europameisterschaften in Portugal als auch bei den Weltmeisterschaften in Neuseeland. 2011 trat Miani im italienischen Leichtgewichts-Vierer an. Das Boot belegte hinter den Briten den zweiten Platz beim Weltcup in Luzern, bei den Weltmeisterschaften in Bled gewannen Daniele Danesin, Andrea Caianiello, Marcello Miani und Martino Goretti Silber hinter den Australiern und vor den Briten. Zum Saisonabschluss gewannen die Italiener den Titel bei den Europameisterschaften in Plowdiw. 2012 hatte der Vierer in der gleichen Besetzung ein verkorkstes Jahr ohne Endkampfplatzierung im Weltcup und mit einem zwölften Platz bei den Olympischen Spielen in Eton.
Nach einem Jahr Pause kehrt Miani 2014 zurück ins internationale Regattageschehen. Bei den Europameisterschaften in Belgrad belegte er im Einer den zweiten Platz hinter dem Portugiesen Pedro Fraga. Im Finale der Weltmeisterschaften in Amsterdam siegte Miani und gewann nach vier Jahren wieder den Titel im Leichtgewichts-Einer. Bei den Olympischen Spielen 2016 trat Miani zusammen mit Andrea Micheletti im Leichtgewichts-Doppelzweier an, die beiden belegten den achten Platz.
Miani hatte bei einer Körpergröße von 1,83 Metern ein für Leichtgewichte typisches Wettkampfgewicht von etwa 70 Kilogramm.